# 球型槍塔
球型槍塔（英語：Ball Turret）是呈球型、高度方位架式機槍塔，在第二次世界大战期間裝設在一部份美國製造的軍用航空器以上。其名字來自機槍塔的球型外殼。
它是一款載人槍塔，可與同時使用的遙控槍塔區別開來。槍塔裡裝著射手席、兩挻重機槍、彈藥和瞄準具。其中斯佩里公司的機腹版本成為了最常見的版本；因此，“球型槍塔”這術語通常表示這些版本。

## 斯佩里球型槍塔

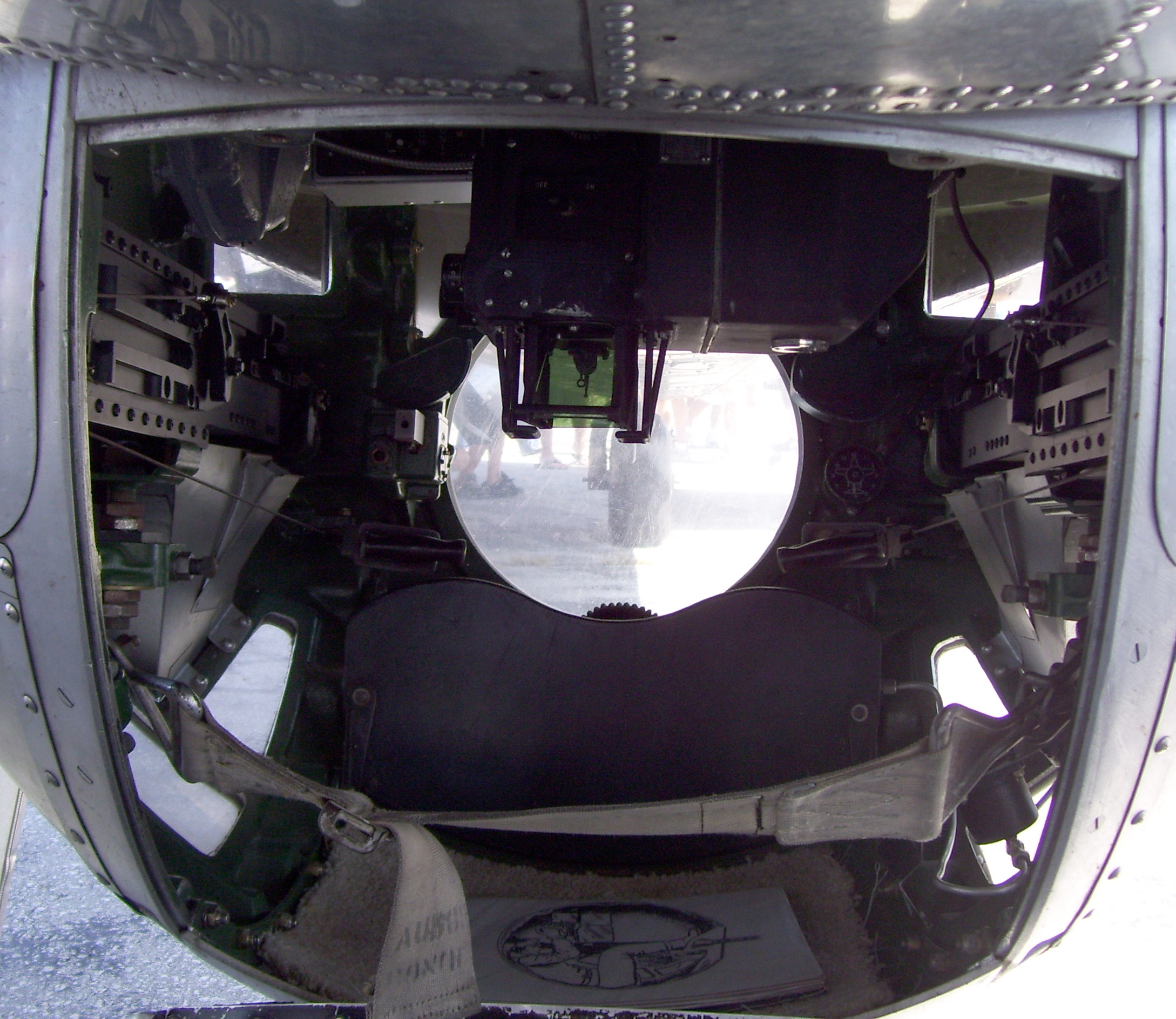
獲保存的B-17「空中堡壘」的斯佩里球型槍塔的內部，攝於2008年。

斯佩里與艾默生電氣各自研發了一款球型槍塔，其兩者的機鼻砲塔版本的設計都很相似。其後艾默生電氣的球型槍塔的研發停止了。而斯佩里的機鼻槍塔經過測試並獲選，但由於合適的飛機設計可用性差劣，其使用受到限制。斯佩里設計的機腹系統獲廣泛應用和生產，當中包括眾多分包。該設計主要裝設在B-17「飛行堡壘」和B-24「解放者」，以及後者的美國海軍型PB4Y-1「解放者」以上。而機腹砲塔則裝在B-24的後繼機型，B-32「主宰者」以上串聯使用。球型槍塔亦出現在B-24系列的機鼻和機尾巴以及最後的B-24的機鼻以上。
斯佩里球型槍塔非常小，以減少阻力，通常由最小的機組人員所操作。機員進入槍塔時，槍塔需轉動直到機槍（們）的槍口直指向下。射手將腳放在腳後跟，佔據了他狹窄的駐地。他需要戴上安全帶，然後關上並且鎖上槍塔門。槍塔內部並無裝設降落傘的空間，它留在槍塔以上的機艙以內。而一部份射手會戴著胸式降落傘。
射手被迫在槍塔以內呈胎儿姿势，背部和頭部靠在後牆以上，臀部貼在底部，而其雙腿置於前牆以上並且由兩具腳踏板固定在半空之中。這使得其眼睛大致與一對延伸而穿透過整個槍塔、並且置於射手的兩側輕槍管型白朗寧AN/M2 .50口徑航空重機槍齊平。拉機柄極為靠近射手，反而不便於操作，因此拉機柄通過纜線與滑轮連接到靠近槍塔前部的把手。另一個因素是，並非所有停射都可藉由拉動槍機（待擊）得以糾正。在許多情況以下，當停射發生之時，射手需要“重新裝填”機槍，這時需要檢查機槍用以擊發的膛室。可在小型槍塔以內的機槍的位置卻嚴重限制了檢查。通常而言，射手通過釋放機匣閂鎖並將機匣蓋拉高直到垂直於機槍的位置以檢查膛室，可這在球型槍塔當中卻是不可能的事。為了解決這個問題，機匣蓋的前端為“開槽式”。射手需要釋放機匣閂鎖並且移除機匣蓋，這使得有空間清理槍機。多個小型彈箱設置在槍塔的頂部，而額外的彈鏈則通過滑槽系統輸送進入槍塔以內。槍塔頂部懸掛一台反射式瞄準具，大致位於射手的雙腳之間。
方向是由裝有擊發按鈕的雙手控制式手柄所控制；左腳控制著反射式瞄準具的射程標線；而右腳則是操作即按即說式對講機的開關。槍塔以電力驅動方位和高度。另外還可裝上緊急手搖式曲柄以從飛機的機身內部重新定位槍塔。在發生電源故障的情況以下，另一名機組人員可使用這曲柄來將砲塔轉動直到垂直位置以使得射手離開球型槍塔。

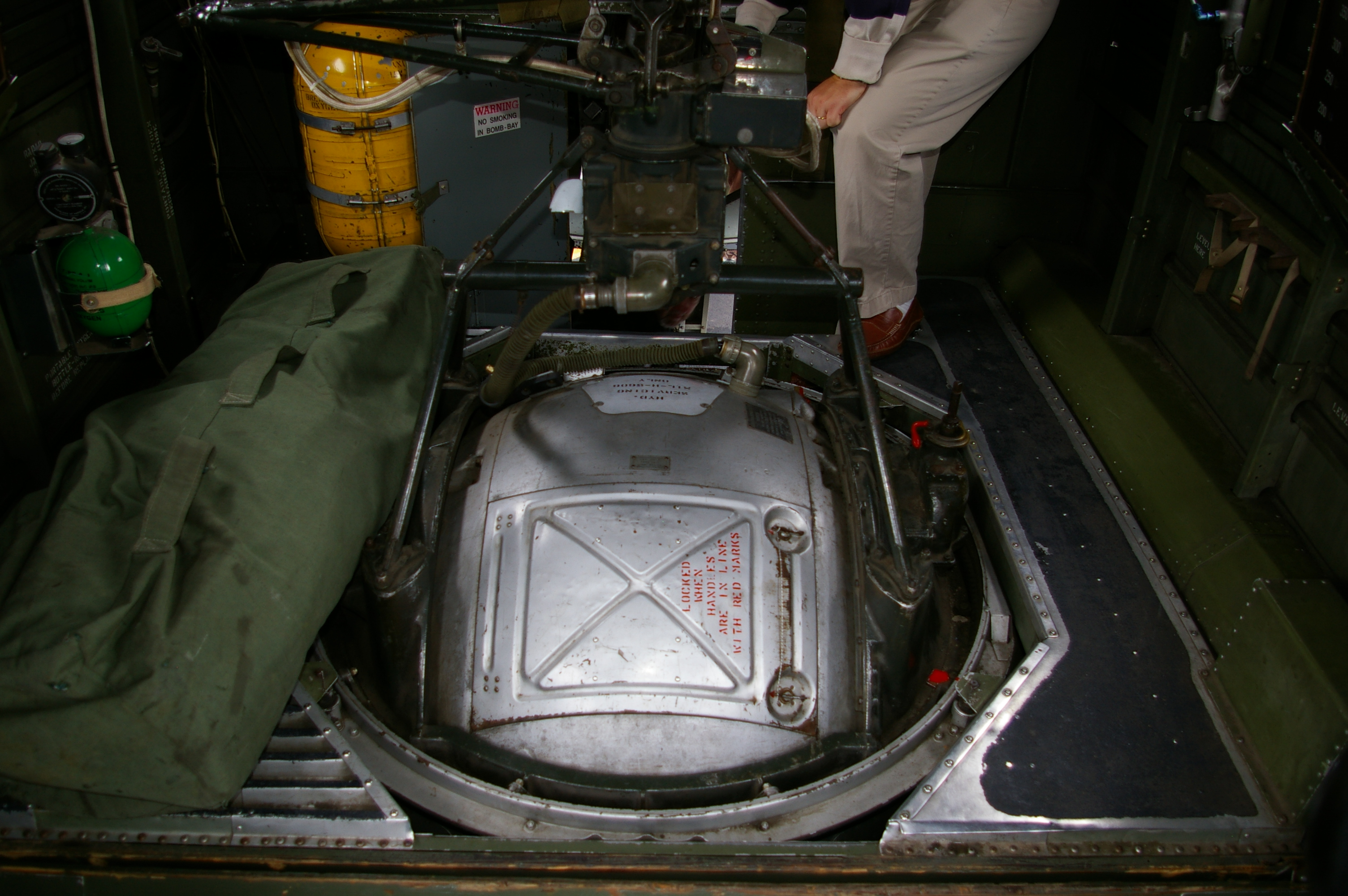
從一架B-24J「解放者」轟炸機內部觀看，其裝設的斯佩里機腹槍塔處於縮回位置以便著陸。

在B-17「空中堡壘」以上，A-2砲塔較靠近地面，但仍有足夠的空間用於起飛和著陸。然而，如果起落架發生故障，射手直到飛機在空中時才可進入槍塔。在起飛與著陸期間，槍塔必須與其機槍一同置於水平狀態，並指向機尾的位置。由於在射手可以進入或離開槍塔以前，機槍必須保持垂直，機艙以內安裝了一套外部控制裝置，以使得槍塔內無人時可以重新設定方位。
在B-24「解放者」的情況下，其前三點式起落架設計強制要求所裝上的A-13型斯佩里球型槍塔裝有完全可伸縮的槍架，這樣當飛機在地面上時，球型槍塔總是會向上縮回到機身下部，在收起位置時可提供離地間隙。

## 歐科球型槍塔

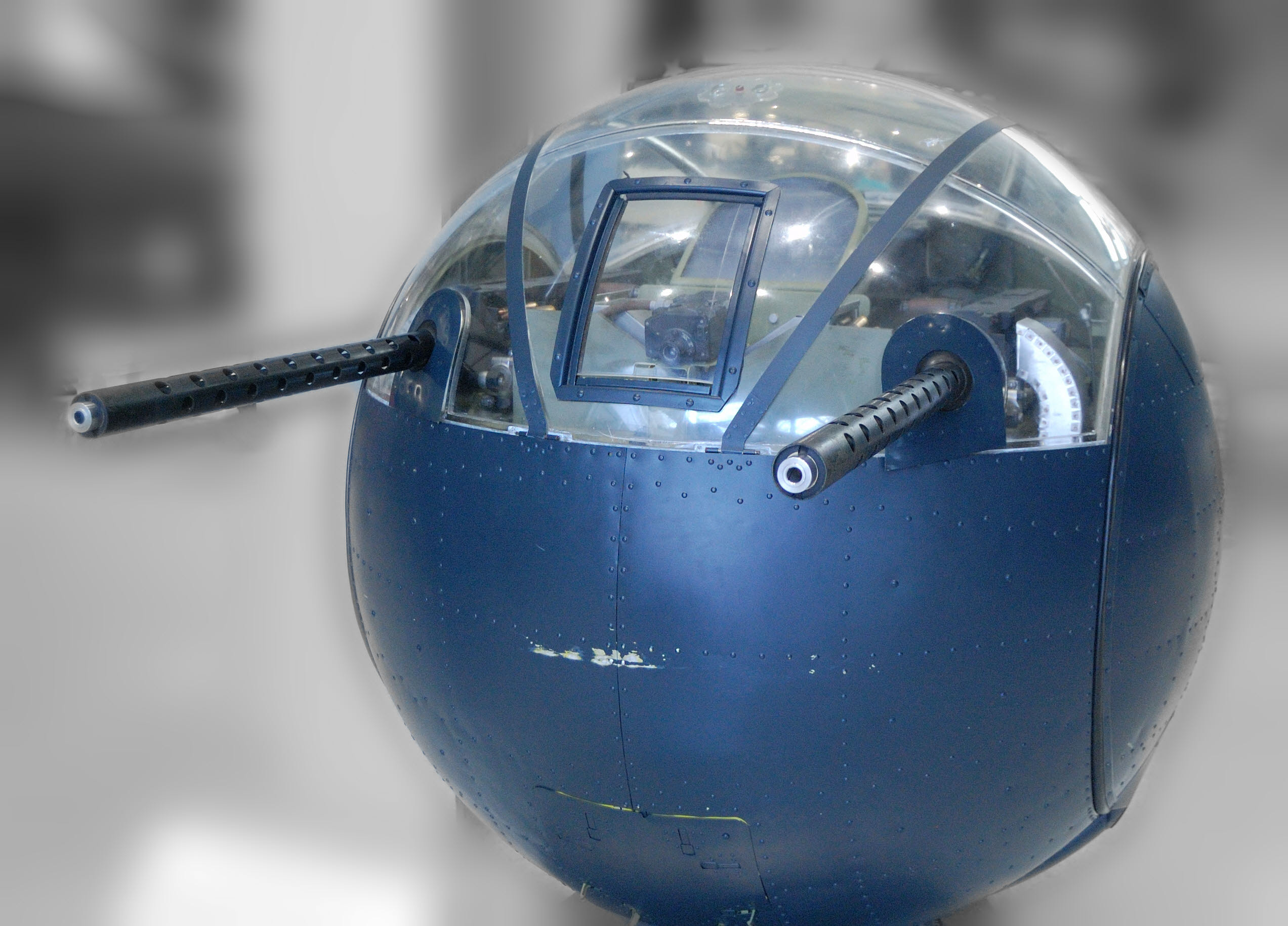
在佛罗里达州彭萨科拉國家海軍航空博物館展出的歐科球型槍塔。

經過1943年中期的測試，歐科（ERCO）球型槍塔成為海軍的綜合PB4Y-1「解放者」和PB4Y-2「私掠者」巡邏轟炸機所選用的機頭槍塔，儘管其他型號仍然繼續安裝。早期的設計出現在其他巡邏水上飛機以上。它具有雙重用途，防禦迎向機頭的敵機攻擊以及在反潛戰當中的火力壓制和進攻性掃射。由於這款槍塔屬於球型，射手需要通過控制手柄，藉以從高度和方位轉動機槍與瞄準具。在早期的PBM-3「水手」雙引擎巡邏飛行艇的設計當中，馬丁250SH式機頭槍塔在設計和動作方面都有許多相似之處。

## 流行文化
- 蘭德爾·賈雷爾（英语：Randall Jarrell）所作的詩，“球型槍塔射手之死（英语：The Death of the Ball Turret Gunner）”，以球型槍塔為題材。
- 約翰·艾文的第四部小說蓋普眼中的世界（1978年）中的主角，T·S·蓋普的父親，為一名受到重傷的球型槍塔射手。
- 在1985年電視連續劇神奇故事（英语：Amazing Stories (1985 TV series)）的其中一集“任務”（The Mission）當中，一名年輕的球型槍塔射手被困於其槍塔當中，直到他身為漫畫家的技能拯救了他。
- 在2017年的電影遺忘（Oblivion）當中，使用歐科球型槍塔保護人類的生活區。

## 資料來源
1. ↑  Kenneth Cleveland Drinnon. . Xlibris Corporation. 2004: 57  [2019-05-20]. ISBN 978-1-4653-9776-8. （原始内容存档于2019-08-30）.[自述来源]
2. ↑  Kenneth Cleveland Drinnon. . Xlibris Corporation. 2004: 35  [2019-05-20]. ISBN 978-1-4653-9776-8. （原始内容存档于2019-08-30）.[自述来源]

## 外部連結
- （英文）—carol_fus.tripod.com/ball_interior.html （页面存档备份，存于）
- （英文）—freepages.military.rootsweb.com/~josephkennedy/sperry_ball_turret.htm （页面存档备份，存于）
- （英文）—www.liberatorcrew.com/15_Gunnery/05_ball.htm （页面存档备份，存于）
- （英文）—Diary Of A B-17 Ball Turret Gunner （页面存档备份，存于）
- （英文）—Pastor, Iris Ruth. . Huffington Post. November 11, 2015  [November 11, 2015]. （原始内容存档于2017-03-01）. 参数|newspaper=与模板{{cite web}}不匹配（建议改用{{cite news}}或|website=） (帮助)
- （简体中文）—D Boy Gun World（槍炮世界）—M2航空机枪 （页面存档备份，存于）（有球型槍塔的附圖）